# Битка код Ијерских острва
Битка код Ијерских острва вођена је 13. јула 1795. године између француске и британске војске. Део је Француских револуционарних ратова (Рата прве коалиције), а завршена је победом британске војске.

## Битка
Француску флоту од 17 линијских бродова и 6 фрегата под адмиралом Пјером Мартеном сукобила се 13. јула са британском флотом адмирала Вилијама Хадема од 23 линијска брода и 15 фрегата. Француски адмирал је због несразмере снага покушао да избегне борбу. Међутим, француски бродови нашли су се у заветрини док су британски под лаким поветарцем могли кренути напред и напасти противникову заштитницу. Тиме су је одсекли од главнине. Французи су још на почетку боја оборили јарбол једног британског линијског брода и тешко га оштетили. Међутим, у току борбе, француски линијски брод Алкид је оштећен, а Хадем је прекинуо борбу пошто су Французи променом правца ветра дошли у бољи положај. Британци су се повукли ка Корзици. Мартен је отпловио у Тулон.